# Yelena Parkhomenko
Pour les articles homonymes, voir Parkhomenko.
Yelena Parkhomenko est une ancienne joueuse de volley-ball azérie née le 11 septembre 1982 à Bakou. Elle mesure 1,86 m et jouait au poste de centrale. Elle a totalisé 142 sélections en équipe d'Azerbaïdjan. Sa sœur Oksana Parkhomenko est également joueuse de volley-ball.

## Clubs
| Club               | De        | À         |
| ------------------ | --------- | --------- |
| Neftyag            | 1999-2000 | 1999-2000 |
| Lokomotiv Bakou    | 2000-2001 | 2000-2001 |
| Azerrail Bakou     | 2001-2002 | 2006-2007 |
| Volley Club Padova | 2007-2007 | 2007-2007 |
| Azerrail Bakou     | 2007-2008 | 2008-2009 |
| Lokomotiv Bakou    | 2009-2010 | 2011-2012 |
| Azəryol VK         | 2012-2013 | 2012-2013 |
| Azerrail Bakou     | 2013-2014 | 2013-2014 |
| Ayutthaya A.T.C.C  | mars 2015 | mai 2015  |
| Azəryol VK         | 2015-2016 | 2015-2016 |

## Palmarès
- Top Teams Cup
  - Vainqueur :2002
- Challenge Cup
  - Vainqueur : 2012.
  - Finaliste : 2011.
- Championnat d'Azerbaïdjan
  - Vainqueur : 2002, 2003, 2004, 2005.
- Championnat de Thaïlande
  - Finaliste : 2015.